# 世界报 (西班牙)
世界报（西班牙語：El Mundo），全名21世纪世界报（西班牙語：El Mundo del Siglo Veintiuno），西班牙报纸，是西班牙国内发行量第二大的日报，日发行量超过200,000份；世界报网站也曾是西班牙国内日访问量最大的电子报纸，月访问量达2400万（2009年），隨後被電子媒體Okdiario超越。该报总部位于西班牙首都马德里。